# 西馬隆 (加利福尼亞州)
西馬隆（英語：Cimarron）是位於美國加利福尼亞州金斯縣的一個非建制地區。該地的面積和人口皆未知。

## 地理
西馬隆的座標為36°17′55″N 119°48′49″W / 36.29861°N 119.81361°W，而該地的平均海拔高度為67米（即220英尺）。